# 西勝造
西 勝造（にし かつぞう、1884年3月15日 - 1959年11月21日）は、西式健康法の創始者。
神奈川県高座郡下鶴間村生まれ。16歳の時、医者から20歳まで生きられないと言われ、さまざまな健康法を実行。やがて健康を取り戻す。1904年西洋医学の逆をゆく健康法をあみだす。コロンビア大学でトンネル工学や橋梁工学を学ぶ。1927年「医学の革命」として、独特の医学を体系化し公表、西式健康法として知られた。東京都第4区 (中選挙区)から1948年第23回衆議院議員総選挙に無所属で、1949年第24回衆議院議員総選挙に国民協同党から出馬し落選。息子の西大助（おおすけ、1921－97）が後を継いだ。

## 著書
- 『平板測量用表 照準儀応用』服部時計店測量器械部 1912
- 『西式触手療法と保健治療法 理論応用』実業之日本社 1932
- 『西式血圧病療法』実業之日本社 1933
- 『西式断食療法 心身改造』実業之日本社 1933
- 『アチドージスとアルカロージス』文光堂書店 1934
- 『便秘』文光堂書店 1934
- 『足は万病の基』中庸出版社 1935
- 『男の危険期 摂護腺の話』中庸出版社 1935
- 『長生法』中庸出版社 1935
- 『闘病の秘訣 宿便の害』中庸出版社 1935
- 『心臓原動力説は謬説なり』中庸出版社 1936
- 『精神異常は治せる』中庸出版社 1936
- 『癲癇,神経衰弱と不眠症』中庸出版社 1936
- 『西式健康法』中庸出版社 1936
- 『皮膚病に就いて』中庸出版社 1936
- 『自然生活』中庸出版社 1937
- 『朝食害毒論』中庸出版社 1937
- 『最新人体神経分布詳解図』編 中庸出版社 1939
- 『静的観察を主とせる姿勢欠陥の観測と処置』中庸出版社 1939
- 『健康の科学と普勧坐禅儀』鎌田共済会 1940
- 『動的姿勢の研究とスポーツ』中庸出版社 1940
- 『朝食有害論』中庸出版社 1941
- 『皇洋医学原典』第1‐4輯 編著 皇洋医学原典頒布会 1943‐44
- 『西医学健康法 新時代の科学的生活法』大阪書房 1947
- 『病気に罹らぬ病気の治る健康法』西会出版部 1947
- 『健康読本』東洋堂 1949
- 『健康生活大全』東洋堂 1952
- 『健康法 無病長生』実業之日本社 1953
- 『西医学絶対健康法』健康日本舎 1954
- 『西医学健康講座』健康日本舎 1953-1956
- 『長命の生理』青蛙房 1957
- 『朝食無用論 二食主義健康法』西会本部 1971
- 『原本西式健康読本』農山漁村文化協会 健康双書　1979
- 『健康生活の革命 西式健康法』樫尾太郎編 柏樹社 1983
- 『西勝造著作集』全12巻 磯野友彦,樫尾太郎,増山忠俊,加藤隆,西大助編纂　柏樹社 1983‐84　たにぐち書店 2008

第1巻(西医学の基本)
第2‐3巻(健康の四大原則)
第4巻 (血液循環の原理)
第5巻 (体液の平衡)
第6巻 (血圧の原理)
第7巻(便秘と宿便)
第8巻(姿勢と体貌)
第9巻 (スポーツと美容)
第10巻 (手相のはなし)
第11巻 (人生医談) 1984
第12巻(道は近きにあり)
- 『西式強健術と触手療法』たにぐち書店 2011

訳注
- 吉益東洞『古書医言』訳註 西先生蔵書解説刊行会 西医学叢書 1950